# Cameră ascunsă

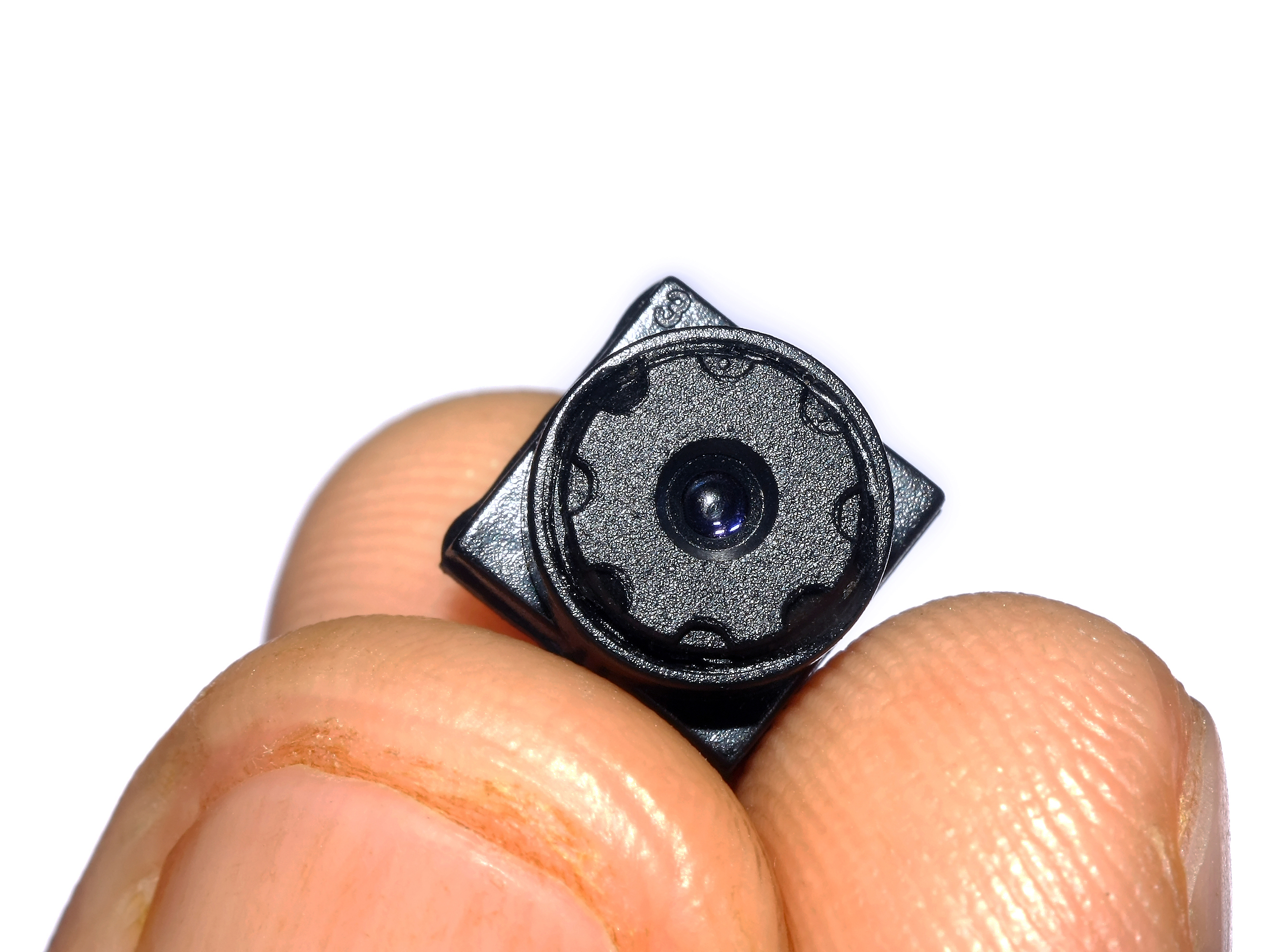
O cameră de 8 mm folosită în rol de „cameră ascunsă”

Camera ascunsă sau camera spion este un aparat de fotografiat sau o cameră de luat vederi utilizată pentru a fotografia sau filma oameni fără știrea lor.